# Région du Grand Accra
La région du Grand Accra est l'une des dix régions du Ghana.

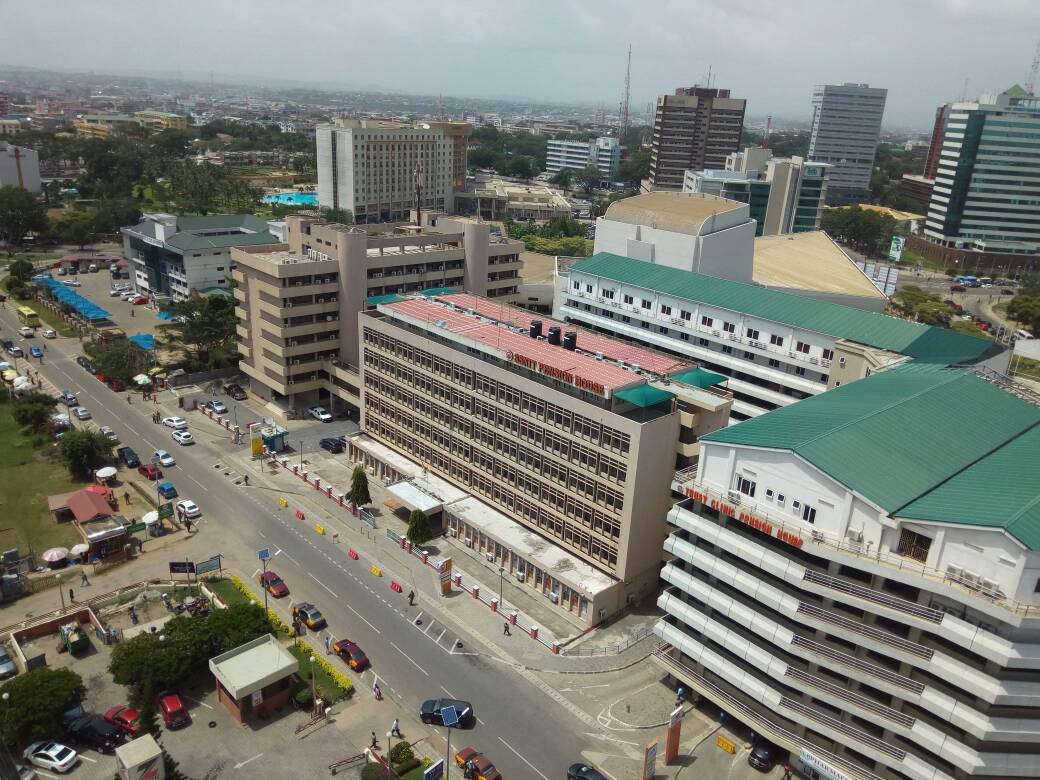
Vue aérienne d'Accra

## Géographie
La région du Grand Accra se trouve au sud-est du pays. Bordée par l'océan Atlantique au sud, elle est limitrophe des régions de la Volta à l'est, Orientale au nord, et du Centre à l'ouest.
La région du Grand Accra est divisée en 10 districts :
- Accra
- Adenta
- Ashaiman
- Dangme est
- Dangme ouest
- Ga est
- Ga ouest
- Ga sud
- Ledzokuku-Krowor
- Tema